# Chieri
Chieri là một đô thị và thị xã của Ý. Đô thị này thuộc tỉnh Torino trong vùng Lombardia. Chieri có diện tích 54,3 km2, dân số theo ước tính 30 tháng 4 năm 2009 của Viện thống kê quốc gia Ý là 35.391 người. Cự ly so với Torino là 15 km theo tuyến đường ray và 13 km đường bộ.
Các đơn vị dân cư:
Đô thị Chieri giáp với các đô thị: Baldissero Torinese, Pavarolo, Montaldo Torinese, Pino Torinese, Arignano, Andezeno, Pecetto Torinese, Riva presso Chieri, Cambiano, Santena, Poirino.